# Klaus Tennstedt

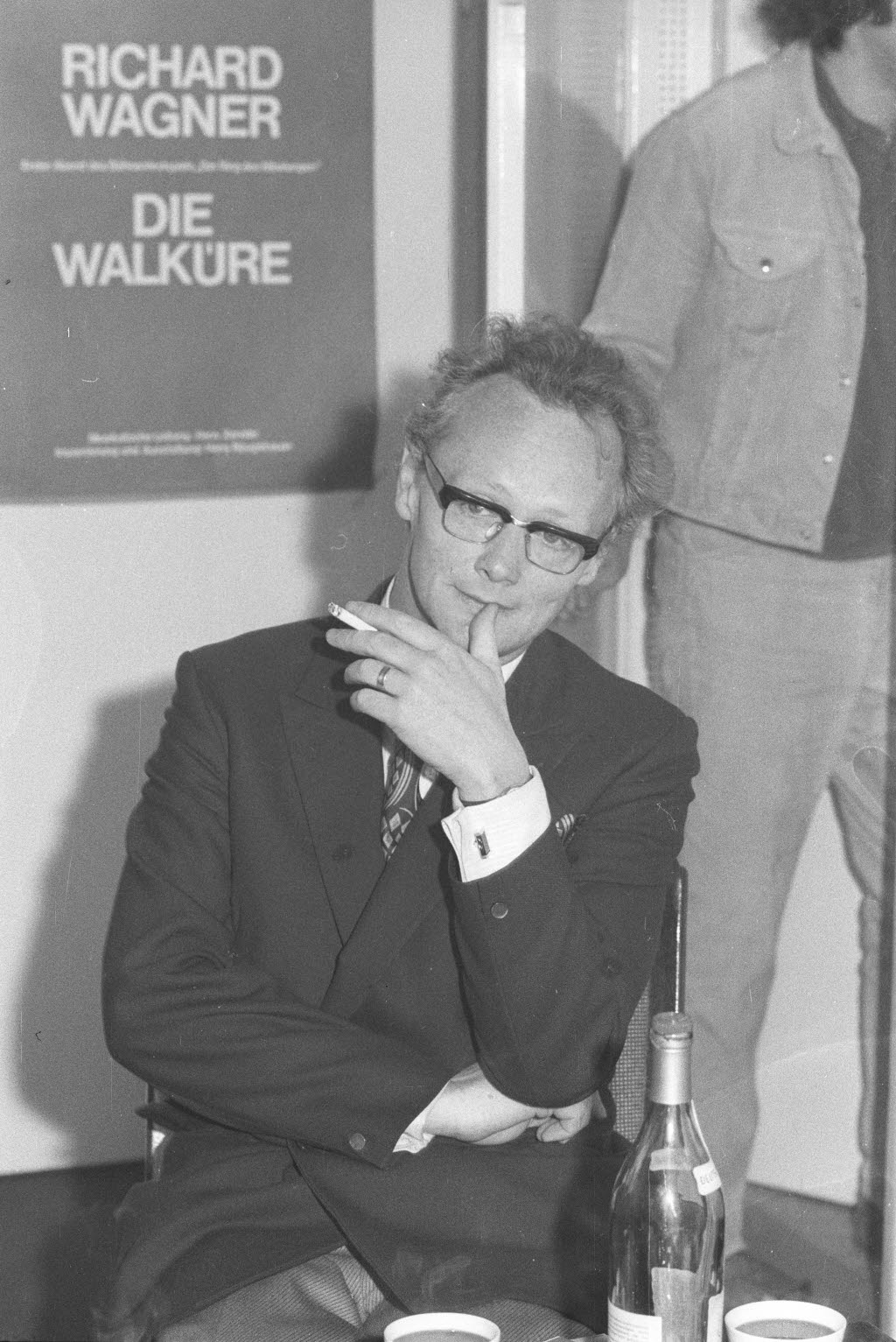
Klaus Tennstedt in 1971

Klaus Tennstedt (Merseburg, 6 juni 1926 - Heikendorf, 11 januari 1998) was een Duits dirigent. Hij studeerde viool en piano aan het conservatorium van Leipzig. In 1948 werd hij concertmeester van het orkest van het Stedelijk Theater van Halle. Aan zijn professionele carrière als violist kwam een einde als gevolg van een vingerblessure, waarna hij als zangcoach in hetzelfde theater ging werken. Hij verlegde zijn interesse en wijdde zijn talent aan het dirigeren. In 1958 werd hij eerste dirigent van de Opera in Dresden, en in 1962 werd hij eerste dirigent van het Staatsorkest en theater van Schwerin.
Tennstedt verliet de DDR in 1971 en kreeg asiel in Zweden. Hij dirigeerde in het theater van Göteborg en in Stockholm bij het Zweeds Radio Symfonieorkest. In 1972 werd hij algemeen muzikaal directeur van de Opera van Kiel in Noord-Duitsland. Van 1979 tot 1982 was hij eerste dirigent van het Sinfonieorchester des Norddeutschen Rundfunks in Hamburg.
In 1974 maakte Tennstedt zijn debuut in Noord-Amerika bij het Toronto Symphony Orchestra en kort daarna in de Verenigde Staten bij het Boston Symphony Orchestra toen hij in december 1974 Anton Bruckners achtste symfonie dirigeerde. In Norman Lebrechts The Maestro Myth is het verhaal opgenomen dat het management in Boston Tennstedt vroeg wat hij wilde dirigeren, waarop hij antwoordde: "U bedoelt dat ik mag kiezen?" Op zijn uitvoeringen werd vaak met gejuich gereageerd, en bijgevolg trad Tennstedt als gastdirigent op tijdens het Tanglewood Music Festival in 1975. In 1983 dirigeerde hij voor het eerst de Metropolitan Opera in New York en voerde Ludwig van Beethovens Fidelio uit. Verder was hij gastdirigent bij het Philadelphia Orchestra, het Chicago Symphony Orchestra en het New York Philharmonic Orchestra.
In Londen debuteerde hij in 1976 bij het London Symphony Orchestra, en in 1977 kreeg hij een vaste aanstelling bij het London Philharmonic Orchestra (LPO), waar hij in 1980 tot eerste gastdirigent benoemd werd, en in 1983 tot eerste dirigent. Als gevolg van een slechte gezondheid moest hij die functie in 1990 neerleggen. In oktober van het jaar 1994 moest hij zich uiteindelijk geheel terugtrekken uit het dirigentenleven.
Zijn opnamen bevatten een complete cyclus van de symfonieën van Gustav Mahler. Van Tennstedts concertuitvoeringen zijn er een aantal opnieuw op CD uitgebracht.
- Bibsys: 4059177
- Biblioteca Nacional de España: XX850511
- Bibliothèque nationale de France: cb13900348z (data)
- CiNii: DA07202998
- Gemeinsame Normdatei: 124624030
- International Standard Name Identifier: 0000 0001 1454 2175
- Library of Congress Control Number: n78074488
- Nationale Bibliotheek van Letland: 000176946
- MusicBrainz: bd467ef2-db96-4842-b2d7-27f51051f832
- Nationale Bibliotheek van Tsjechië: xx0105011
- Nationale bibliotheek van Australië: 35672911
- Nationale Bibliotheek van Israël: 987007422024005171
- Nationale Bibliotheek van Polen: a0000002638689
- Nationale en Universitaire bibliotheek Zagreb: 000048102
- Nederlandse Thesaurus van Auteursnamen: 070439354
- Réseau des bibliothèques de Suisse occidentale: 02-A003892339
- SNAC: w69349nd
- Système universitaire de documentation: 080492746
- Trove: 1036532
- Virtual International Authority File: 105271548
- WorldCat: E39PBJppvYhC6hRgpGvCWJfDv3